# Ocypteromima polita
Ocypteromima polita är en tvåvingeart som beskrevs av Townsend 1916. Ocypteromima polita ingår i släktet Ocypteromima och familjen parasitflugor. Inga underarter finns listade i Catalogue of Life.